# Stegopterna permutata
Stegopterna permutata är en tvåvingeart som först beskrevs av Dyar och Shannon 1927.  Stegopterna permutata ingår i släktet Stegopterna och familjen knott.
Artens utbredningsområde är British Columbia. Inga underarter finns listade i Catalogue of Life.